# Joan Bofill i Soliguer
Joan Bofill i Soliguer (Barcelona, 1947 - Vic, 23 de juny de 2015) va ser un musicòleg català.

## Biografia
Era net del poeta Jaume Bofill i Mates, de nom de ploma Guerau de Liost, i fill del filòsof Jaume Bofill i Bofill. Va rebre la influència de l'ambient cultural familiar, va estudiar Filologia Clàssica a la Universitat de Barcelona on es va llicenciar amb la tesi de llicenciatura sobre Boeci. Posteriorment, el 1967, becat, es desplaça a Alemanya, on residirà durant nou anys, per cursar estudis de musicologia a la Universitat de Múnic. Retornat a Catalunya, el 1976 va aconseguir per oposició una plaça de professor agregat de música d'Ensenyament Secundari, dedicació que va exercir compaginant-la amb la investigació en musicologia. El 1990 es va doctorar amb una tesi sobre Beethoven a la Universitat de Barcelona. Va exercir com a professor de piano al Conservatori Superior Municipal de Música de Barcelona, després de cursar estudis sobre aquest instrument amb Jordi Torra i Mercè Roldós. Durant la seva trajectòria vital va difondre i donar a conèixer els seus coneixements d'una manera totalment altruista i va dirigir diverses corals, entre les quals el Cor de la Universitat Autònoma de Barcelona entre 1983 i 1986. El 1999, amb el suport de la Coral Canticela i el seu director, Gabriel Miralles, va impartir cursos d'introducció a la musicologia a les diferents seus de la Federació Catalana d'Entitats Corals (FCEC) i de l'Associació de Mestres Directors de Catalunya (AMMDD). El 2005 va donar a conèixer el seu treball «La musicología, tareas y herramientas», estudi únic en el món de la musicologia.
Durant els darrers anys Joan Bofill havia fixat la seva residència a la casa familiar el Mas Rosquelles, a Viladrau, on va seguir fins als darrers dies, estudiant i escrivint i va obrir les portes del mas a tothom organitzant vetllades musicals amb joves intèrprets un cop al mes, i també cada estiu un concert. El 23 de juny de 2015, finalment, moria a l'Hospital de la Santa Creu de Vic.

## Fons Musicològic Joan Bofill i Soliguer
El 2013, ja amb un estat avançat parkinson, malaltia que patia des de feia un temps, va cedir tota la seva biblioteca amb voluntat de servei per a poder-ne fer ús públic. Així, neix el "Fons Musicològic Joan Bofill i Soliguer", que és dipositat a la Societat Coral La Violeta de Centelles. El fons inclou un recull bibliogràfic d'edicions de música popular catalana i també del camp de la música coral. El fons es va catalogar amb l'ajut de voluntaris i és obert a la consulta d'estudiosos.

## Publicacions[2]
- Construcció intervàl·lica en la música tardana de L. van Beethoven per a piano i de cambra (1991)
- La problemàtica del tractat De Institutione Musica de Boeci (1993)